# Lena & Linus
Lena & Linus ist ein deutsches Indie-Pop-Duo aus Würzburg.

## Geschichte
Lena Bäcker und Linus Knobling aus Würzburg lernten sich im Spätsommer 2020 via Social Media kennen. Beide hatten zuvor schon in verschiedenen Projekten und solo Musik gemacht.
Nach ersten Proben schrieben sie ab 2021 gemeinsam Songs. Ende des Jahres erhielten sie einen Plattenvertrag bei Four Music. Im Herbst 2022 erschienen die ersten Singles Emilie und Grüne Nikes, die von Tim Tautorat produziert wurden. Aufgenommen in den Hansa Studios in Berlin wurde schließlich die erste EP Fühlst du dich allein? veröffentlicht. Lena & Linus gingen als Support unter anderem mit OK Kid, Lotte und Betterov auf Tour. Anfang August 2023 trat das Duo mit den beiden Songs Hamburg und Timothée Chalamet in der Fernsehsendung Inas Nacht auf.

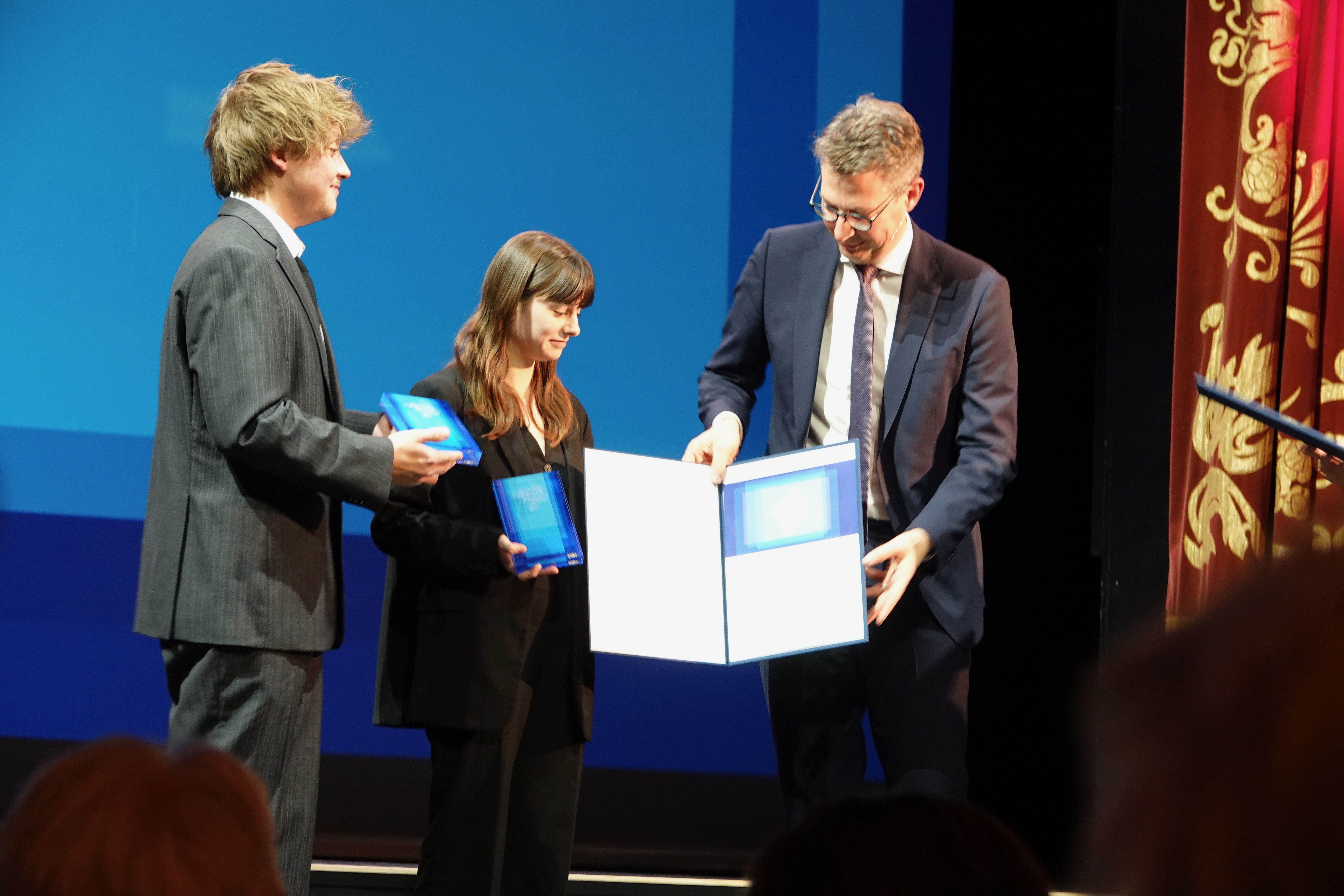
Kunstförderpreis 2023 für Lena & Linus

Am 1. September 2023 erschien die zweite EP Sekundenschlaf bei Tautorat Tonträger (Four Music). Daraufhin startete das Duo auf seine erste Deutschland-Tour, die neun Konzerten umfasste. 2023 wurde das Duo mit dem Bayerischen Kunstförderpreis ausgezeichnet. Im März 2024 war eine weitere Tournee geplant, die neben Auftritten in der gesamten Bundesrepublik Deutschland auch Konzerte in Österreich und in der Schweiz umfasste.
Im März 2025 veröffentlichten Lena & Linus ihr Debüt-Album Wir verglühen. Wenige Tage später begann die gleichnamige Tournee durch Deutschland, Österreich und die Schweiz.

## Diskografie
Studioalben
- 2025: Wir verglühen

EPs
- 2023: Fühlst du dich allein?
- 2023: Sekundenschlaf

Singles
- 2022: Emilie
- 2022: Grüne Nikes
- 2023: Hamburg
- 2023: Rosarot
- 2023: Sekundenschlaf
- 2023: Bleiben können
- 2024: Liebe teilen (mit Jeremias und TYM)
- 2024: Universum groß
- 2024: Es regnet Sterne
- 2024: Fenster zum Hof
- 2025: Für immer
- 2025: Wenn du weinst